# Athoracophoroidea
Athoracophoroidea is een superfamilie van weekdieren uit de klasse van de Gastropoda (slakken).

## Familie
- Athoracophoridae P. Fischer, 1883 (1860)